# Enskild väg

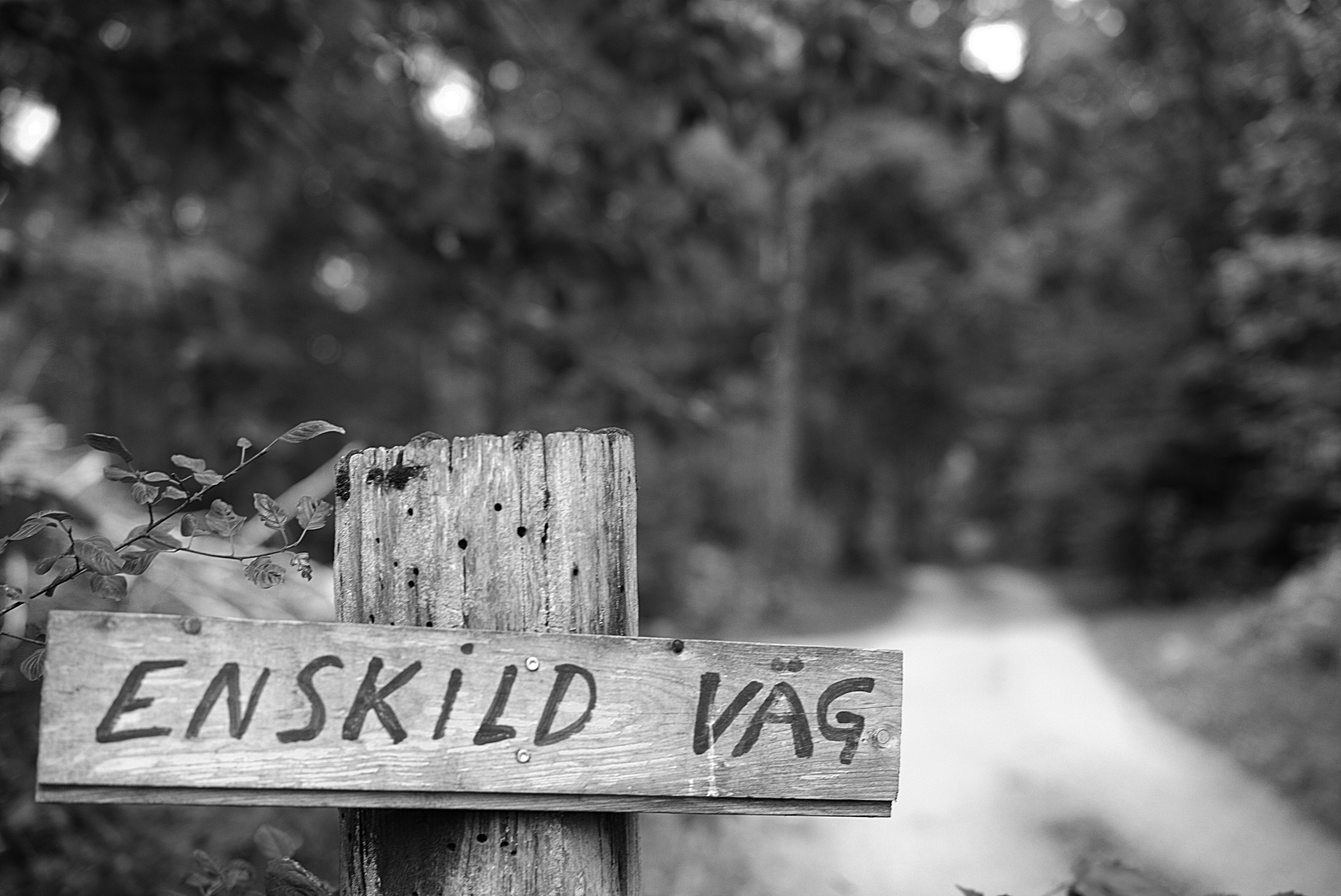
Handgjord träskylt för enskild väg i Höörs kommun.

Vägvisare för enskild väg.

Enskild väg är väg som inte är allmän väg. Det finns cirka 430 000 km enskild väg i Sverige. Skylt för enskild väg har svart text mot gul bakgrund med en röd pil.
Det finns olika kategorier enskilda vägar.
- Vägar med statsbidrag, 75 000 km. Det finns 24 000 väghållare för dem. Dessa vägar måste hållas öppna för allmän trafik. Statsbidraget ligger 2004 i genomsnitt på runt 8 kr/meter.
- Övriga vägar till bebodda fastigheter.
- Övriga enskilda vägar, oftast skogsbilvägar, mer än hälften av totala längden.

Väghållare är den som har ansvaret för en enskild väg. Det finns totalt 60 000 st. Om det finns flera fastigheter längs en väg brukar det vara en vägförening som är väghållare. I annat fall är en eller ett fåtal markägare väghållare.

## Bestämmelser för enskild väg och privat väg
Det är tillåtet att köra på enskild väg om inget annat anges. Enskilda vägar saknar ibland vägmärken och vägstandarden är i allmänhet låg på dessa vägar. Väglagen gör ingen skillnad på privat eller enskild väg. Exempelvis en texttavla med frasen "privat väg" utan kombination med ett vägmärke säger inget om vad som gäller för motorfordonstrafik.